# Ober Öschle
Der Ober Öschle ist ein Naturschutzgebiet im Gebiet der Stadt Radolfzell am Bodensee im baden-württembergischen Landkreis Konstanz in Deutschland.

## Beschreibung
Das 1984 ausgewiesene Schutzgebiet umfasst rund sieben Hektar vom Menschen geprägter Trockenhänge beim Stadtteil Liggeringen. Die Besonderheit des Gebietes ergibt sich aus seiner isolierten Lage auf einem südexponierten Molassehang und dem Reichtum an Orchideen- und Enzianarten. Die Lage führt dazu, dass das Gebiet im Winter oft aus dem Nebel herausragt, wenn dieser das gesamte Becken des Bodensees füllt.

### Lebensraumtypen
Folgende Lebensraumtypen sind im Schutzgebiet bezeichnet:
- 6210 – Naturnahe Kalktrockenrasen und deren Verbuschungsstadien
- 6510 – Magere Flachland-Mähwiesen
- 6430 – Feuchte Hochstaudenfluren der planaren und montanen bis alpinen Stufe
- 91E0 – Auen-Wälder
- 9110 – Hainsimsen-Buchenwald
- 9130 – Waldmeister-Buchenwald
- 9150 – Mitteleuropäischer Orchideen-Kalk-Buchenwald
- 9160 – Subatlantischer oder mitteleuropäischer Stieleichenwald oder Sternmieren-Eichen-Hainbuchenwald

## Flora und Fauna

### Flora
Im Naturschutzgebiet sind seltene und teils vom Aussterben bedrohte Pflanzenarten (Auswahl) erfasst und in die Rote Liste gefährdeter Arten eingetragen.
Stark gefährdete Arten
- Abgebissener Pippau (Crepis praemorsa)
- Brand-Knabenkraut (Orchis ustulata)
- Frühlings-Enzian (Gentiana verna)
- Kreuz-Enzian (Gentiana cruciata)
- Steppenfenchel (Seseli annuum)

Gefährdete Arten
- Berg-Klee (Trifolium montanum)
- Berg-Waldhyazinthe (Plathanthera chlorantha)
- Fliegen-Ragwurz (Ophrys insectifera)
- Gewöhnliche Kuhschelle (Pulsatilla vulgaris; Blume des Jahres 1996)
- Gewöhnlicher Fransenenzian (Gentiana ciliata)
- Hundswurz (Anacamptis pyramidalis)
- Kelch-Simsenlilie (Tofieldia calyculata)
- Kleines Knabenkraut (Orchis morio)
- Mücken-Händelwurz (Gymnadenia conopsea)
- Pyramiden-Hundswurz (Anacamptis pyramidalis)

Arten mit besonderer naturschutzfachlicher Bedeutung
- Brand-Knabenkraut (Neotinea ustulata)
- Bocks-Riemenzunge (Himantoglossum hircinum)
- Gewöhnliche Simsenlilie (Tofieldia calyculata)
- Helm-Knabenkraut (Orchis militaris)
- Purpur-Knabenkraut (Orchis purpurea)

### Fauna
- Insekten

Bei Untersuchungen der artenreichen Wildbienenfauna konnten 87 Arten im NSG erfasst werden; das entspricht 19 Prozent der in Baden-Württemberg bekannten Arten. Darunter befinden sich zwölf Arten der Vorwarn- sowie neun Arten der Roten Liste!